# Nadir

Ilustração da posição relativa do Zénite e do Nadir.

Em astronomia e geografia, nadir (do árabe ندير nadeer نظير nathir, "oposto") é o ponto inferior da esfera celeste, sob a perspectiva de um observador na superfície do planeta. O nadir é o ponto diametralmente oposto, na esfera celeste, ao zênite, que é o ponto diretamente acima do observador no sistema de coordenadas horizontais. Nadir é a projeção do alinhamento vertical que está sob os pés do observador, como se "um furo" varasse o outro lado do planeta.  
Também, nadir quer dizer "raro" em hebraico (נדיר) e em árabe.[carece de fontes?]